# 545 (číslo)
Pět set čtyřicet pět je přirozené číslo. Následuje po čísle pět set čtyřicet čtyři a předchází číslu pět set čtyřicet šest. Římskými číslicemi se zapisuje DXLV a řeckými číslicemi φμε.

## Matematika
545 je:
- Deficientní číslo
- Poloprvočíslo
- Palindromické číslo
- Nešťastné číslo

## Astronomie
- (545) Messalina je planetka hlavního pásu, kterou objevil v roce 1904 Paul Götz

## Roky
- 545
- 545 př. n. l.